# Gagea graeca
Espèce
Synonymes
- Anthericum graecum L.[2]
- Hemierium graecum (L.) Rafin.[2]
- Lloydia graeca (L.) Endl. ex Kunth.[2]

Gagea graeca est une espèce de plantes à bulbe du genre des gagées et de la famille des Liliacées.

## Liste des sous-espèces
Selon Tropicos (27 mars 2016) :
- sous-espèce Gagea graeca subsp. trinervia (Viv.) Terr.